# شارلوت داوسون
شارلوت داوسون (بالإنجليزية: Charlotte Dawson)‏ (8 أبريل 1966 - 22 فبراير 2014) شخصية تلفزيونية وعارضة أزياء نيوزيلندية أسترالية. معروفة في نيوزيلندا لأدوارها كمضيف للهروب، وفي أستراليا كمضيف على كونتندر أستراليا وحكم في برنامج أستراليا نيكست توب موديل. جذبت وفاتها منتحرة عام 2014، تغطية إخبارية على نطاق أستراليا.

## نشأتها
نشأت داوسون في أوكلاند، نيوزيلندا، بعد أن تم تبنيها عند الولادة. تركت المدرسة الثانوية في سن 16 عامًا للعمل كعارضة أزياء في أوروبا ومع شركة فورد موديلز في مدينة نيويورك. بعد عقد من الزمان، انتقلت إلى أستراليا حيث أصبحت وجهًا مألوفًا في مشهد الموضة الأسترالي.

## روابط خارجية
- شارلوت داوسون على موقع IMDb (الإنجليزية)